# Sandra Faleiro
Sandra Maria Gonçalves Faleiro (née à Lisbonne le 1er septembre 1972) est une actrice et réalisatrice portugaise.

## Biographie
Sandra Faleiro est née à la maternité Alfredo da Costa (Lisbonne) en 1972 et a grandi à Cacém. Elle commence à jouer à l'âge de 15 ans au Teatro Aberto (Lisbonne) et après avoir terminé ses études secondaires, elle entre au Conservatoire National de Théâtre où elle  suit le Cours de Formation d'Acteurs à l'Escola Superior de Teatro e Cinema de l'Instituto Politécnico de Lisboa.

## Parcours
Elle fait ses débuts au théâtre en 1988, dans la pièce Roméo et Juliette de William Shakespeare, sous la direction de João Lourenço au Teatro Aberto. Avec le même metteur en scène, elle participe à d'autres spectacles, comme L'Opéra de quat'sous de Bertolt Brecht ou Road, de Jim Cartwright. Elle a également travaillé avec Diogo Infante (Secrets, de Richard Cameron; La ménagerie de verre, de Tennessee Williams et Five women wearing the same dress, d'Allan Ball), Mário Viegas (Black Comedy, de Peter Shaffer), João Mota (Maladie de la jeunesse, de Ferdinand Bruckner), João Canijo (Medea Voices, de Christa Wolf), João Perry (A Midsummer Night's Dream, de Shakespeare), John Mowat (The Café), Fernanda Lapa (New Anatomies, de Wertenbaker), Carla Bolito, Bruno Bravo (qu'elle a épousé en 2005 et avec qui elle a une fille, Beatriz), entre autres. 
Elle fait ses débuts dans la mise en scène en 1995, avec Vai e Vem, de Samuel Beckett pour la Companhia Teatral do Chiado. Elle a ensuite mis en scène des spectacles tels que La Jeune Fille, le Marin et l'Étudiant, de Garcia Lorca (Teatro de la Comuna), Disney Killer, de Philip Ridley (Centre Culturel de Belém et Teatro de la Comuna) ou Momo, de Michael Ende (Chapitô). Avec Sous la forêt de lait, de Dylan Thomas (ACARTE), elle remporte le Prix du Théâtre de la Décennie du Club Portugais des Arts et des Idées.
Actrice régulière à la télévision, elle a participé à des séries et des feuilletons (2013/2014 - Le baiser du scorpion, dans le rôle de Natália de Albuquerque; 2011/2012 - Mon ange, dans le rôle de Vera Calado, 2009/2010 - Fraises au sucre, dans le rôle d'Inês Bacelar, la mère du protagoniste, 2009 - Il est elle, 2007 - Ma famille, 2007/2008- Vila Faia, 2006 - Parle-moi d'amour, 2005 - Bocage, 2004 - Os Serranos et Baía das Mulheres, 2002 - Super Pai, 1994 - Dans la paix des anges, entre autres).
Au cinéma, elle a participé à plus de cinq films, parmi lesquels Um Passo, Outro Passo e Depois... (1989) et Xavier (1992) de Manuel Mozos, Medo (1992) de Luís Alvarães, Menos Nove (1997) de Rita Nunes, Ici sur la Terre (1993) de João Botelho, Debaixo da Cama (2003) de Bruno Niel et Le rivage des murmures (2004) de Margarida Cardoso. 
Elle a également travaillé dans le monde du doublage, son travail le plus connu étant le rôle d'Ash dans Pokémon pendant la seconde moitié de la première série.

## Prix et nominations
Avec Sous la forêt de lait, de Dylan Thomas (ACARTE), elle remporte le Prix du Théâtre de la Décennie du Club Portugais des Arts et des Idées.
2012 - Elle reçoit le Globo de Ouro de la meilleure actrice au théâtre.
2019 - Nominée pour le prix de la meilleure actrice au Festival du film de Venise pour sa performance dans le film A Herdade du réalisateur Tiago Guedes.
2020 - Elle reçoit le prix de la meilleure actrice principale, décerné par la Fondation GDA (Artists' Rights and Management Foundation) pour son rôle dans le film A Herdade. 
2020 - Elle reçoit le prix de la meilleure actrice principale aux Sophia Awards pour sa performance dans le film A Herdade. 

## Cinéma
Au cinéma, elle a participé à plusieurs films, notamment : 
- 2019 - A Herdade de Tiago Guedes
- 2019 - Technoboss de João Nicolau
- 2012 - Paixão de Margarida Gil
- 2011 - Um dia longo de Sérgio Graciano
- 2004 - Le rivage des murmures de Margarida Cardoso
- 2003 - Debaixo da cama de Bruno Niel
- 1989 - Um Passo, Outro Passo e Depois... de Manuel Mozos
- 1992 - Xavier de Manuel Mozos
- 1992 - Medo de Luis Alvarães
- 1997 - Menos Nove (court métrage) de Rita Nunes
- 1993 - Ici sur la Terre de João Botelho